# Monti Lessini (vini)
Monti Lessini è una denominazione di origine controllata riservata ad alcuni vini prodotti nelle provincie di Verona e Vicenza.
Le tipologie contemplate sono il Monti Lessini Durello, Monti Lessini Durello passito (a base di uva durella per almeno l'85%), Monti Lessini Pinot nero (a base di uva Pinot nero per almeno l'85%) e Monti Lessini Bianco (a base di uva chardonnay per almeno il 50%).
L'area di produzione coincide con quella della DOC Lessini Durello e comprende la zona pianeggiante e collinare ai piedi delle prealpi Vicentine.
Anche il consorzio di tutela (Consorzio Tutela Vino Lessini Durello con sede a Soave) è il medesimo.